# 番子湖
番子湖，原寫為番兒湖，是臺灣新竹縣湖口鄉的一個傳統地域名稱，位於該鄉中部偏西南。相較於今日行政區，其範圍大致包括鳳凰村不含西南部凸出部分、中興村西北半部、湖南村西部凸出部分南部、勝利村東北部凸出部分的北半部。

## 歷史
台灣清治末期至日治初期，番子湖地區為一街庄，稱為「番兒湖庄」，隸屬於竹北二堡。該庄北與波羅汶庄為鄰，東邊北段與糞箕窩庄為鄰，東邊南段及南邊為坪頂埔庄，西南邊及西邊為鳳山崎庄，西北邊凸出部分的西北側為員山庄。
1901年（日治明治三十四年）11月，全台廢縣廳改設二十廳，該庄隸屬於新竹廳。1909年（明治四十二年）10月，合併二十廳為十二廳，該庄隸屬不變。1920年（大正九年），廢十二廳改設五州二廳，該庄改制並雅化為「番子湖」大字，隸屬於新竹州新竹郡湖口庄，大字下有「上番子湖」、「中番子湖」小字名。
戰後湖口庄改制為湖口鄉，隸屬於新竹縣，大字亦改制為村。1950年桃、竹、苗分治，湖口鄉隸屬不變。

## 聚落
本地區發展較早的聚落為上番兒湖、中番兒湖、下番兒湖等，在日治期初期的官方地圖上已有記載。1975年，湖口工業區（後改名新竹工業區）設立，其後又擴大範圍。本地區除西北部凸出部分及東南部外，大多屬於工業區範圍內。

## 交通
國道1號又稱「中山高速公路」，是台灣西部兩條縱向高速公路之一，大致以東西向轉東北—西南走向蜿蜒經過番子湖地區北部，並設有湖口交流道，由此進入可快速前往台灣西部各地。「高速公路連絡道」（光華路）由該交流道向北轉西繞經波羅汶山南側及西側後，轉中華路並跨過台鐵縱貫線上方的湖口工業區陸橋，即可通往省道台1線。
省道台1線又稱「縱貫公路」，是台北至屏東楓港的傳統幹道，大致以東北—西南走向經過本地區西北部凸出部分的西北側邊界地帶，向東北轉東南再轉東可前往老湖口、楊梅、平鎮、中壢等地，向西南可前往山崎、竹北、新竹等地。
縣道117號（鐵騎路、勝利路一段）是新豐埔和至香山內湖的道路，大致以縱向轉東北—西南走向再轉縱向再轉東北—西南走向經過本地區，向北轉東可前往老湖口、下北勢（新湖口）、福興、後湖並止於省道台15線路口，向西南可前往枋寮、六家、埔頂、新竹市區等地。
鄉道竹7-1線（中湖路）是新湖口至中番子湖的道路，其南側端點位於國道1號湖口交流道北側。由此向東蜿蜒而行，出邊界後轉西北經省道台1線後轉北北東可前往下北勢的新湖口聚落並止於信全街路口。

## 學校
- 中正國中
- 華興國小